# Hapkeit
Hapkeit är ett mineral som hittats i Dhofar 280-meteoriten, som i sin tur hittades år 2000 i Oman på den arabiska halvön. Meteoriten tros härstamma från månen. Specifikt verkar det vara ett fragment av månens höglandsbreccia. Hapkeits sammansättning består av kisel och järn, Fe2Si, och den liknar andra kisel-järnmineraler som finns på jorden. Ett nedslag på månen tros ha skickat det delvis smälta eller förångade materialet i omloppsbana. Mineralet bildas då järn och kisel fälls ut med två delar järn och en del kisel.
På grund av dess sammansättning 1:2 av kiseljärn fick hapkeit den kemiska formeln Fe2Si. Det förekommer som ogenomskinliga, gulaktiga till silveraktiga mikroskopiska isometriska kristaller.
Den är uppkallad efter den amerikanske professorn Bruce Hapke, som förutspådde närvaron och betydelsen av ångavsatta beläggningar på månens jordkorn (rymdvittring).
Förutom hapkeit, är andra naturliga järnsilicidmineraler gupeiit, naqit, linzhiit, luobusait, suessit, xifengit och zangboit.